# 실력양성운동
실력양성운동(實力養成運動)은 3·1운동 후 일제강점기 민족의 힘을 키워 독립을 준비하려는 운동으로, 교육과 산업 발전을 통해 민족의 역량을 강화하는 것을 목표로 했다.
한민족을 회유·동화하고 나서자 국내의 우익세력들은 한말의 실력양성 우선운동을 계승하여 일제와 타협하면서 실력을 양성하자는 부류와, 일제에 대한 타협을 거부하면서 적극적인 항일운동을 전개하는 두 부류로 나뉘었다. 
실력양성론자들은 민족개조론(民族改造論)과 자치론(自治論)을 들고 나와 우리 민족의 좋지 않은 민족성을 개조하여 민족산업을 키우고 근대 서구적인 시민으로 다시 태어나야 할 것을 역설하고, 나아가 지방행정에 적극 참여할 것을 주장하고 나섰다. 대표적인 지식인은 일본유학생인 최남선(崔南善)과 김성수(金性洙)·이광수(李光洙) 등이었다.
최남선은 총독부 조선사편수회에 참여하는 한편, 『불함문화론(不咸文化論)』(1925, 1927)을 써서 한국과 일본을 동질적인 종교문화권으로 설정하여 뒷날 일본의 신사정책(神社政策)을 찬동하는 결과를 가져왔다. 그는 또 「역사를 통하여 본 조선인」(1928)이라는 글에서 우리의 국민성은 사대주의·타율성·조직력 부족·형식병·낙천성 등의 나쁜 점이 있다고 지적하고, 우리 국민은 불구미성자(不具未成者)임을 자각해야 한다고 역설하였다. 이광수도 1922년에 쓴 「민족개조론」에서 우리 민족성의 결점은 허위·비사회성·이기심·나태·무신(無信)이 있음을 지적하고, 무실역행(務實力行)으로 산업발전과 교육진흥을 해야 한다고 주장하였다. 그는 1924년 「민족적 경륜」이라는 글을 발표하여 자치론을 지지하고 나섰다. 민족개조론은 서구적 가치관을 주입하는 효과는 있었지만, 민족과 역사에 대한 허무주의를 조장하여 독립운동에 좋지 않은 영향을 끼쳤다. 
실력 양성론자들은 실력 양성의 구체적 방법으로 언론을 통한 국민계몽과 문맹퇴치운동, 민립대학설립운동, 그리고 물산장려운동 등을 추진하였다. 특히 고등교육기관으로서 대학을 설립해야 한다는 취지 아래 한규설(韓圭卨)·이상재(李相在) 등 91명은 1923년 ‘민립대학 설립 기성회’(1903. 3. 30)를 조직하고, 대학 설립을 위한 모금운동에 나섰다. 그러나 이 운동은 일제의 방해와 모금의 부족 등으로 실패하고, 이에 당황한 일제는 관립대학인 경성제국대학(京城帝國大學)을 설립하여(1924) 극소수의 한국인을 입학시킴으로써 한국인의 고등교육열을 무마하였다. 
물산장려운동은 한말의 국채보상운동과 맥락을 같이하는 것으로서, 1920년에 조만식(曺晩植) 등이 평양에서 조직한 평양물산장려회를 시초로 하여 1923년 서울에서 조직된 조선물산장려회가 중심이 되어 자급자족·국산품애용·소비절약·금주·금연 등의 운동을 전개하였다.“조선인이 만든 것을 입고, 먹고, 쓰자”는 구호 아래 민족자본의 육성을 위해 전개된 이 운동은 전국 각지로 퍼지면서 큰 반응을 일으켰으나, 민족산업이 워낙 미약한 상황에서 별다른 성과를 거두지 못하고 말았다. 김성수 등이 경성방직(京城紡織)을 설립한 것도 실력양성운동의 일환이었다. 

한편, 비타협적 민족주의자들은 대부분 국외로 망명하였기 때문에 국내에서는 세력이 크지 못하였다. 그러나 일부 국학자와 종교인들은 민족문화를 강력하게 옹호하면서 항일독립정신을 고취시키고 있었다. 주시경의 제자인 장지영(張志暎)·김윤경(金允經) 등은 한말의 국문연구소(1907)의 후신으로서 조선어연구회(1921)를 조직하여 우리말을 연구하고 보급하는 데 힘을 쏟았으며, 이 운동은 나중에 조선어학회(1931)로 연결되어 국내에서 가장 강력한 항일문화운동으로 발전하였다. 
역사학자로서 강렬한 항일운동을 전개한 이는 단재 신채호와 백암 박은식이었다. 신채호는 중국에 망명생활을 하면서 『조선사』,『조선상고사』,『조선상고문화사』,『조선사연구초』 등을 집필하여 『조선일보』, 『동아일보』에 연재함으로써 우리나라 고대사연구를 개척하고, 민족정기를 선양하는 데 크게 공헌하였다. 그의 영향을 받아 1930년대에는 정인보(鄭寅普)·안재홍(安在鴻) 등이 이른바 ‘조선학’ 운동을 전개하여 한국학의 뿌리를 내렸다. 1915년에 『한국통사(韓國痛史)』를 써서 일본인을 놀라게 했던 박은식은 1920년에 『한국독립운동지혈사(韓國獨立運動之血史)』를 써서 그때까지의 피나는 독립운동의 역사를 정리하였다. 앞의 책에서는 국혼(國魂)을 강조한 반면에, 나중의 책에서는 전세계 민중의 힘에 의해서 일본이 패망할 것을 예견하였다. 
종교 분야에서는 한말에 『불교유신론』을 썼던 한용운이 조선불교유신회(1921)를 만들어 일제의 사찰령(1911)에 반대하여 투쟁하였으며, 일제가 조선불교중앙교무원(1925)을 설치하여 불교계를 장악하자 이에 맞서 卍당을 결성(1930)하여 투쟁하였다. 또 그는 「님의 침묵」(1926)이라는 시를 써서 조국에 대한 사랑과 독립에 대한 열망을 노래하였다. 1910년대에 가장 강경한 항일운동을 전개하였던 대종교는 일제의 탄압으로 1915년 교주 나철(羅喆)이 구월산의 삼성사에서 자결하였으며, 그 뒤를 이어 김교헌(金敎獻)·윤세복(尹世復)이 차례로 교주가 되면서 점차 순수한 종교운동으로 방향을 바꾸어 갔다. 그러나 일제는 대종교를 위험한 종교로 계속 탄압하여 결국 1930년대에 문을 닫고 말았다.

## 같이 보기
- 민립대학설립운동